# Meister des Obersteiner Altars

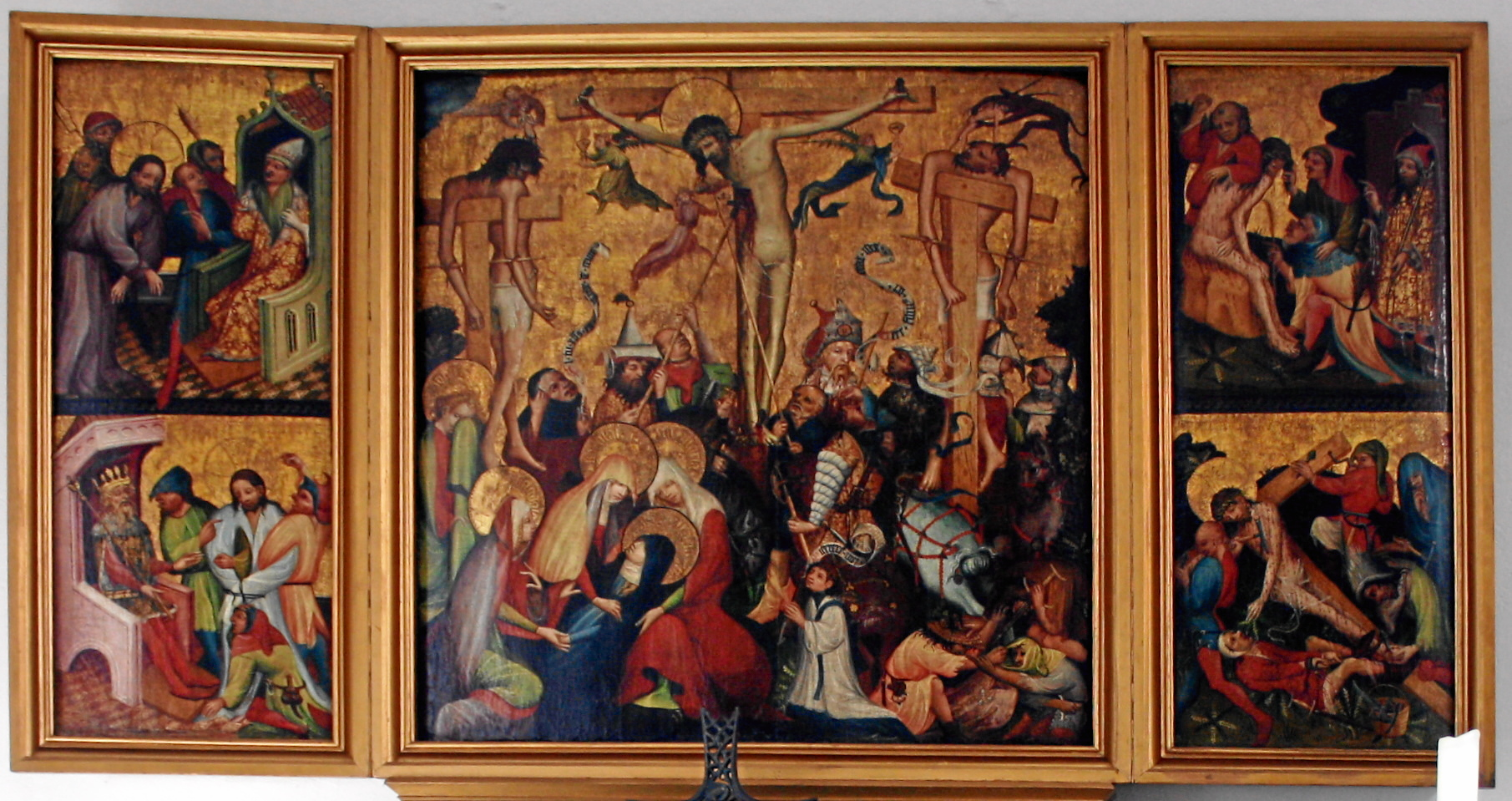
Meister des Obersteiner Altars, Altarbild, um 1400 in der Felsenkirche Idar-Oberstein

Als Meister des Obersteiner Altars wird der mittelalterliche Maler bezeichnet, der zum Anfang des 15. Jahrhunderts den  Flügelaltar gemalt hat, der sich in der Felsenkirche von Idar-Oberstein in Rheinland-Pfalz befindet. Der namentlich nicht bekannte Künstler hat das Werk noch vor dem zwischen 1482 und 1484 stattgefundenen Bau der Kirche geschaffen und stellt auf der Innenseite des dreiteiligen Werkes die Passion Christi dar. Die Malweise des Meisters ist ein frühes Beispiel der bildübergreifenden Erzählweise, wie sie im frühen 15. Jahrhundert auch nördlich der Alpen begann.
Dem Meister werden durch Stilvergleich einige weitere Werke zugeschrieben, darunter ein Tafelbild mit einer Darstellung Christi vor Pilatus. Dieses war ursprünglich wohl Teil eines Flügelaltares aus der Kirche St. Stephan in Mainz. Daher ist der Meister in der Kunstgeschichte auch als Meister der Mainzer Verspottung bekannt.